# Лисятичі
Лися́тичі — село в Україні, Стрийської міської громади, у Стрийському районі Львівської області. Населення становило 1500 осіб до 2022 року. Орган місцевого самоврядування — Стрийська міська громада.

## Назва
Назву виводять хто від прізвища багача Леха, хто - від великої кількості лисячих нір.

## Географія
Село Лисятичі розташований між селами Пукеничі і Тейсарів.

## Історія
Про побут доісторичної людини на теренах села свідчать знайдені кремінні сокири доби неоліту.
- Село із понад 800-річною історією. Про село написана книга «Історія села Лисятичі». У книзі згадується, що село старше за місто Стрий, бо в давніх актах писалося «Стрий біля Лисятич». Цілком можливо, що якесь поселення тут було ще в дохристиянські часи. Історик О. Купчинський вважає, що поселення з назвами «-ичі» виникли задовго до формування Київської Русі, у період розкладу родового ладу. Тобто 6-7ст. На думку львівського вченого М. Л. Худаша назва села очевидно походить від особового імені Лисята. Це ім'я він виводить із імені Лис. Подібні імена трапляються на сторінках давніх літописів.

За переказами, село засновано в княжий період. Перші письмові згадки належать до 1441-1443 pp. Селяни займалися рільництвом, тваринництвом, ремеслами. В земельній метриці 1785 р. зазначено, що за містечком Лисятичі рахувалося 1550 моргів ріллі. Про те, що Лисятичі були містечком, свідчила і ратуша, і велика єврейська колонія.
Був окремий єврейський цвинтар. Містечко колись стояло на торговому шляху. Про власне міське судочинство свідчила назва полів «біля шибениці». До шибениці, яка стояла перед в’їздом до міста, прибивали в часи Речі Посполитої тіла страчених. Чоловіка страчували за крадіжку, жінку - за чаклунство.
Відомі і колишні власники села: пан Тарнов, князі Олександр та Іван, пан Турко, Авраам Чек, пан Млодоєвський, Зігмунд і Софія Фред, Гелена Вороновська, подружжя Потоцьких, Рудольф Онишкевич, італієць Зербоні.
- У свій час село відвідав український поет І. Франко, про село згадується у вірші «Вандрівка русина з бідою»
- У 1993 році село відвідав тогочасний президент України Леонід Кучма.

## Населення

### Мова
Розподіл населення за рідною мовою за даними перепису 2001 року:
| Мова       | Кількість | Відсоток |
| ---------- | --------- | -------- |
| українська | 1788      | 99.83%   |
| російська  | 3         | 0.17%    |
| Усього     | 1791      | 100%     |

## Транспорт
Через головну дорогу проходять кілька важливих автобусних маршрутів: Стрий-Тернопіль, Стрий-Новий Розділ, Стрий-Жидачів-Ходорів.

## Політика

### Парламентські вибори, 2019
На позачергових парламентських виборах 2019 року у селі функціонувала окрема виборча дільниця № 461472, розташована у приміщенні сільської ради.
Результати
- зареєстровано 1172 виборці, явка 62,97%, найбільше голосів віддано за «Слугу народу» — 23,98%, за партію «Голос» — 21,95%, за «Європейську Солідарність» — 16,40%.[3] В одномандатному окрузі найбільше голосів отримав Андрій Кіт (самовисування) — 25,82%, за Володимира Наконечного (Слуга народу) — 17,80%, за Андрія Гергерта (Всеукраїнське об'єднання «Свобода») — 15,22%[4].\

## Пам'ятки
- Єврейське кладовище;

## Персоналії
- Миколай Шиш[pl] (1893–1915) — улан польських легіонів, кавалер ордену Virtuti Militari.
- Пантелеймон Шиш (1911-1970) — український радянський діяч, новатор сільськогосподарського виробництва, депутат Верховної Ради УРСР 6-го скликання.